# 2008 au Danemark
| Années du Danemark : 2005 - 2006 - 2007 - 2008 - 2009 - 2010 - 2011    |
| Décennies du Danemark : 1970 - 1980 - 1990 - 2000 - 2010 - 2020 - 2030 |

Cet article traite des événements qui se sont produits durant l'année 2008 au Danemark

## Gouvernements
- Monarque : Margrethe II
- Premier ministre : Anders Fogh Rasmussen

## Événements

### Mai 2008
- 24 mai : le prince Joachim marie Marie Cavallier à Møgeltønder

### Juin 2008
- 2 juin : attentat-suicide à l'ambassade du Danemark au Pakistan (en)
- 4 juin : Al-Qaïda réclame l'attentat-suicide du 2 juin annonçant qu'il s'agissait d'une revanche en réponse à la controverse entourant les caricatures de Mahomet du journal Jyllands-Posten

## Annexe